# جوين مورغان (موظف مدني)
جوين مورغان (بالإنجليزية: Gwyn Morgan OBE)‏ هو موظف مدني بريطاني، ولد في 16 فبراير 1934، وتوفي في 21 أبريل 2010.